# Yamel Sedyati
Yamel Sedyati (también escrito Djamel Sedjati, en árabe: جمال سجاتي‎; Tiaret, 3 de mayo de 1999) es un militar y deportista argelino que compite en atletismo, especialista en las carreras de mediofondo.
Participó en los Juegos Olímpicos de París 2024, obteniendo una medalla de bronce en la prueba de 800 m. Ganó una medalla de plata en el Campeonato Mundial de Atletismo de 2022, en la misma prueba.
Antes de comenzar su carrera en atletismo, hasta 2018 practicaba fútbol jugando en el IRB Sougueur de Argelia.

## Palmarés internacional
| Juegos Olímpicos   | Juegos Olímpicos        | Juegos Olímpicos  | Juegos Olímpicos |
| Año                | Lugar                   | Medalla           | Prueba           |
| ------------------ | ----------------------- | ----------------- | ---------------- |
| 2024               | París (Francia)         | Medalla de bronce | 800 m            |
| Campeonato Mundial |                         |                   |                  |
| Año                | Lugar                   | Medalla           | Prueba           |
| 2022               | Eugene (Estados Unidos) | Medalla de plata  | 800 m            |